# Knock (Kumbria)
Knock – osada w Anglii, w Kumbrii, w dystrykcie (unitary authority) Westmorland and Furness. Leży 41 km na południowy wschód od miasta Carlisle i 382 km na północny zachód od Londynu. W latach 1870–1872 osada liczyła 197 mieszkańców.